# Ann Eleonora Jørgensen
Ann Eleonora Jørgensen, född 16 oktober 1965 i Hjørring i Danmark, är en dansk skådespelare.
Jørgensen har spelat på flera teaterscener i Danmark men är mest känd för sina insatser inom film och TV. Hon har tilldelats det danska film- och TV-priset Robert för rollerna i Italienska för nybörjare och Herrens vägar.

## Film och TV (i urval)
- 1997–1999 – TAXA (TV-serie)
- 2000 – Italienska för nybörjare [5]
- 2001 – Hotellet (TV-serie)
- 2001 – Den lejde mördaren [6]
- 2004 – Förbrytelser [7]
- 2005 – Jul i Valhalla (TV-serie)
- 2006 – Kronprinsessan (TV-serie)
- 2007 – Guldhornene
- 2007 – Brottet (TV-serie)
- 2008 – Fatso
- 2011 – Lykke (TV-serie) [8]
- 2014 och 2018 – Morden i Midsomer (TV-serie) 2 episoder
- 2017 – Herrens vägar (TV-serie) [9]
- 2023 – Bakom varje man (TV-serie)